# ابراهیم بالابان
ابراهیم بالابان (زاده ۱۹۲۱ - درگذشته ۹ ژوئن ۲۰۱۹) یک نقاش اهل ترکیه است.

## زندگی‌نامه
بالابان در روستای سچ کوی ناحیه عثمان‌گاضی استان بورسا به دنیا آمد. والدین بالابان پس از سال سوم مدرسه او را وادار به ترک تحصیل کردند. بالابان در ۱۶ سالگی به جرم کشت ماری جوانا به زندان افتاد. او در زندان با ناظم حکمت آشنا شد. حکمت کمک بسیاری به او در پرورش استعداد نقاشی اش کرد.
در نامه ای به رمان‌نویس کمال طاهیر ، ناظم حکمت در مورد تحسین خود از بالابان او را "نقاش دهقان من"  نامید.  آنها پس از آزادی در تماس با یکدیگر ماندند. در دوران کودکی خود ، ابراهیم بالابان نقاشی‌های روستا  یعنی کشاورزی ، دهقانان در عروسی‌ها و جشن‌ها ، کودکان و گاوهای پدر و پدربزرگ خود را می کشید . او هنر منظره از مزارع ، باغ‌ها ، محصولات زراعی و صحنه‌های روستا را نیز به عنوان علایق خود داشت. بالابان اولین نمایشگاه خود را در سال ۱۹۵۳ در مرکز فرهنگی فرانسه در استانبول برگزار کرد. در اوایل کار خود ، بالابان با انتقاد شدید محافل هنری روبرو شد که شامل هنرمندان و منتقدین رسمی بود. واکنش آنها اغلب مبتنی بر گرایش طبقاتی بود ، بر این اساس که یک دهقان بی سواد جایی در هنر ترکیه نداشت. در سال ۱۹۶۰ پس از کودتای ترکیه برای مضامین نقاشی‌هایش ۶ ماه را در زندان گذراند. وی نمایشگاه‌های انفرادی بسیاری در ترکیه و خارج از کشور داشت. بالابان در نقاشی‌های خود زندگی مردم در آناتولی را بیان می‌کرد.  از او بیش از ۲۰۰۰ تابلو نقاشی در ۵۰ نمایشگاه و ۱۱ کتاب به جا مانده‌است. در سال ۲۰۰۸ ، بالابان نقش "بولبول حوجا " را در فیلم "Mülteci" که توسط ریس ایکلیک کارگردانی شده‌است ، بازی کرد . در سال ۲۰۱۲ نمایشگاه انفرادی او "بالابانیمیز" در مرکز بین‌المللی هنر در استانبول برگزارگردید. 
بالابان بیش از ۲۰۰۰ اثر نقاشی خلق کرده و ۱۱ کتاب نوشته‌است. تابلوهای بالابان در نمایشگاه‌های بسیاری به نمایش درآمده‌است و در مزایده‌هایی در استانبول به فروش رسیده‌است.